# Иван Бабев
Иван П. Бабев е български краевед, езиковед и историк.

## Биография
Иван Бабев е роден в поморийското село Свети Влас в семейството на бежанци от ениджевардарското село Литовой. Завършва история във Великотърновския университет. Автор е на редица статии и очерци в периодичния печат. Консултант е в екипа, създал филма „Мера според мера“ (1983) и същевременно изпълнява ролята на Щерьо войвода.
През 1970 година участва в създаването на македонското културно просветно дружество „Апостол войвода“, а през 1990 година участва в създаването на Несебърското македонско дружество „Вардарско слънце“. От 1997 година е председател на Клуба на потомците на бежанците от Македония в Несебър „Памет“. Дълги години е председател и заместник-председател на възстановеното македонско културно-просветно дружество „Тодор Александров“. Член е на Съюза на македонските организации. Същевременно е учител в СОУ „Любен Каравелов“, Несебър.